# Marca de fuego

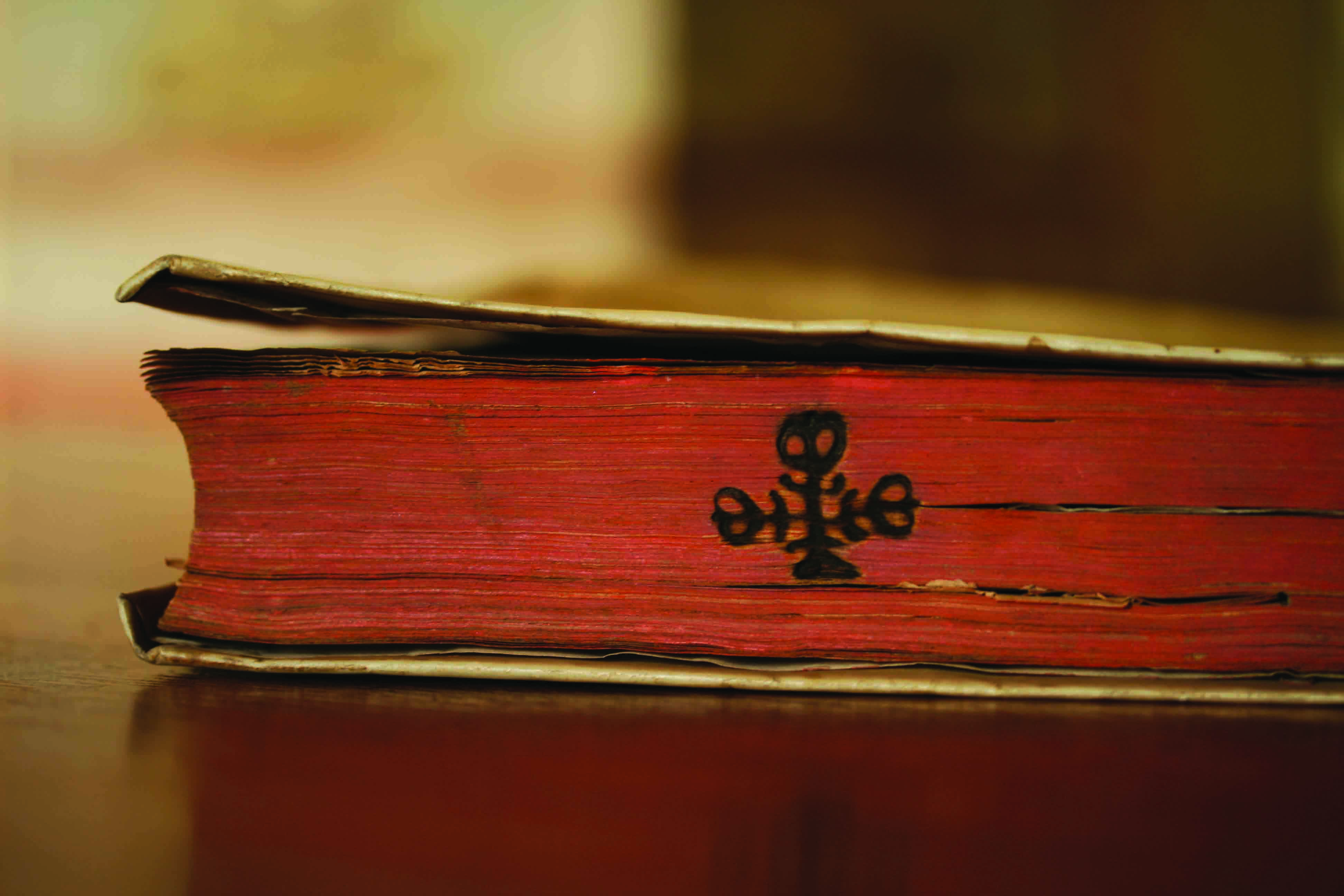
Marca de fuego en el corte de un libro antiguo

Una marca de fuego es una señal carbonizada en uno o varios cantos de un libro, resultado de colocar un hierro al rojo vivo con la forma de una figura, letra, sigla, sello, nombre, escudo o insignia con el fin de identificar la procedencia del libro o al dueño de este. Esta práctica, surgió durante el Virreinato de la Nueva España hacia la segunda mitad del siglo XVI al interior de las bibliotecas conventuales.

## Contexto histórico
Las órdenes religiosas que se encargaron de convertir y evangelizar a los naturales de las ciudades de la Nueva España echaron mano de todos los medios que tenían a la mano para, mediante la instrucción educativa, lograr sus fines. Al tiempo, la imperante necesidad de tener a la mano medios educativos impresos (cartillas, abecedarios, catecismos y devocionarios) y lo riesgoso y tardado que era esperar los envíos de la península ibérica llegados vía marina mercante, posibilitaron la fundación de la primera imprenta de América en la Nueva España por Juan Cromberger. Una vez iniciado el proceso de manufactura local de los materiales bibliográficos y, por consiguiente, el inicio de su diversificación gracias al abaratamiento de los ejemplares, las bibliotecas conventuales comenzaron a alimentarse de los materiales impresos que comenzaban a comercializarse a granel. 
Una vez que las bibliotecas monacales y de las instituciones religiosas al mando del clero secular tomaron forma, surgió la necesidad de dar constancia de la pertenencia de los ejemplares resguardados en los anaqueles para con ello inhibir las intenciones de robo de los libros. La Bula del Papa Pío V del 4 de noviembre de 1568 amenazaba con la excomunión a todo aquel que robara o dañara cualquier libro de una biblioteca. 

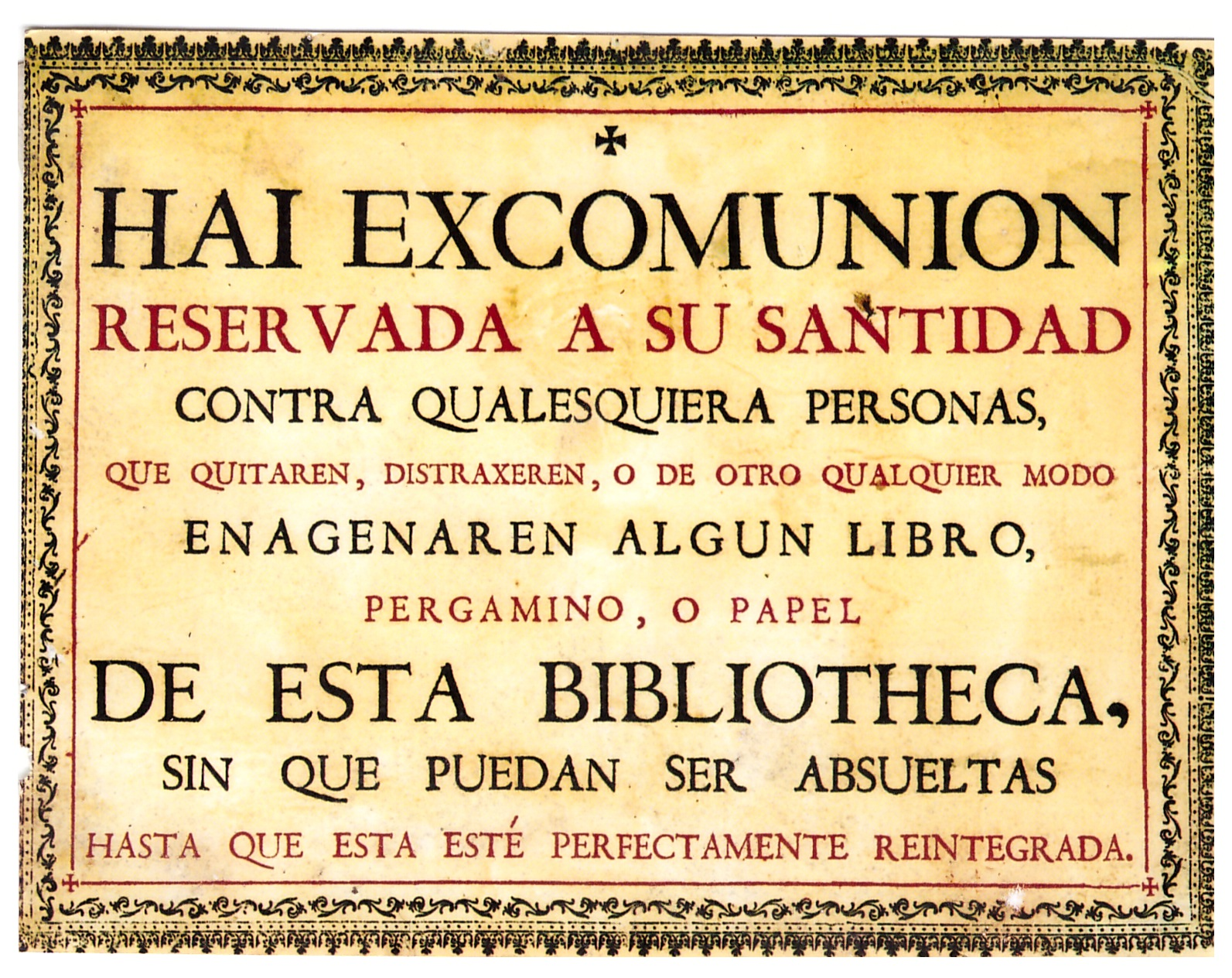
Cédula bibliotecaria de la una Bula de Pío V que prohibía el robo o enajenación de libros de las bibliotecas monásticas y conventuales.

Este sistema, estuvo en funcionamiento desde la segunda mitad del siglo XVI hasta la primera década del siglo XIX. Con la puesta en marcha de las Leyes de Reforma los bienes del clero pasaron a manos del estado y con ello, tras múltiples factores históricos y sociales, gran parte del acervo de las bibliotecas conventuales fue nacionalizado, desapareció, fue destruido o se encuentra en colecciones privadas.
Aunque la utilización de este proceso surgió en la Nueva España, existen ejemplos de su uso en Guatemala, Brasil y Filipinas. Incluso existen libros de uso privado que adaptaron este sistema para la identificación de la propiedad de los documentos.

## Tipos de marcas de fuego
Aunque pueden existir diversos tipos de divisiones, las más acaecidas por los investigadores de libros antiguos son las siguientes: 
- Epigráficas siempre que la marca de fuego contenga palabras, abreviaturas, monogramas, anagramas e iniciales[2]

- Figurativas si la marca de fuego representa animales, objetos, figuras humanas, escudos heráldicos, emblemas o sellos.

## Las marcas de fuego en el estudio del libro antiguo
Más allá de su importancia como objetos artísticos las marcas de fuego ayudan a los investigadores y responsables de colecciones de fondos antiguos y reservados de bibliotecas especializadas a ubicar de forma exacta a qué colegio o congregación perteneció el libro en cuestión originalmente.
Existen casos especiales en donde la identificación de la marca de fuego de un libro antiguo se dificulta porque se encuentra en el corte del ejemplar. Para estos casos en los que la marca se encuentra dañada por la decoración de los cortes o porque esta se encuentra entintada se utiliza también el tacto como forma de identificar la figura.
Las marcas de fuego ayudan al estudioso del libro antiguo a tener un panorama general de los libros que los colegios compraban, imprimían, e incluso se expoliaban de las bibliotecas monásticas, así como los idiomas en los que estos se leían, las materias más estudiadas y, en algunos casos, quiénes leían los libros. 
Gracias a que las marcas de fuego se combinaron muchas veces con los ex libris de las bibliotecas conventuales ha sido posible ubicar con mayor exactitud el período del libro y ubicar con mayor certeza su lugar de procedencia.

## Marcas de fuego particulares
Aunque la gran mayoría de los Colegios Religiosos de la Nueva España utilizaron las marcas de fuego para dar fe de sus propiedades bibliográficas existen ejemplos del uso de este sistema en bibliotecas particulares, que aunque pocas, pues sólo se reconocen a tres personas que lo usaron, abren la posibilidad de un uso más generalizado pero poco evidenciado a causa de las pérdidas bibliográficas. El Fondo Antiguo de la Biblioteca Central de la Universidad Nacional Autónoma de México reconoce marcas empleadas por José María Cháves, Francisco Uranga y Felipe Blasco de la Torre.

## Catálogo Colectivo de Marcas de Fuego
En un esfuerzo colectivo dirigido por la Benemérita Universidad Autónoma de Puebla diversas Bibliotecas especializadas en libros antiguos han trabajado en un catálogo colectivo que reúne ejemplos de estas marcas encontradas en los libros de su acervo además de ofrecer al investigador una correcta ubicación de las congregaciones y colegios donde se ubicaron originalmente los libros, todo, bajo un severo estudio derivado de observaciones, análisis e investigación documental.
El objetivo primordial del Catálogo es servir como una herramienta de carácter bibliotecológico que pueda auxiliar a los bibliotecarios encargados de los fondos antiguos y reservados de bibliotecas históricas, públicas y privadas, en la adecuada identificación de estos elementos históricos presentes en muchos libros antiguos. 
Al día de hoy, la base de datos contiene 291 marcas registradas.